# Ricardo J. Caballero
Ricardo Jorge Caballero (Punta Arenas, 20 de octubre de 1959) es un economista y profesor chileno.
Siendo niño vivió en su ciudad natal, en el extremo sur del país. Luego estudió en el colegio San Gaspar de la capital y en el Departamento de Economía de la Pontificia Universidad Católica de Chile, donde hizo su pregrado y un magíster.
La tesis para alcanzar este último grado consistió en un modelo macroeconómico para estudiar políticas alternativas en la economía chilena.
A fines del 1981, Caballero decidió irse a trabajar al sector privado, al departamento de estudios del grupo Cruzat.
Estudió luego un doctorado en el  Instituto Tecnológico de Massachusetts (MIT). En 1988, en tanto, partió a la Universidad de Columbia, donde luego fue profesor asistente y asociado.
En 1992 se trasladó al MIT.